# Paraphlepsius geneticus
Paraphlepsius geneticus är en insektsart som beskrevs av Hamilton 1975. Paraphlepsius geneticus ingår i släktet Paraphlepsius och familjen dvärgstritar. Inga underarter finns listade i Catalogue of Life.